# フェデリコ・インスア
フェデリコ・インスア（Federico Insúa, 1980年1月3日 - ）は、アルゼンチン・ブエノスアイレス出身の元同国代表サッカー選手。現役時代のポジションはミッドフィールダー。

## 略歴
アルゼンチンのAAアルヘンティノス・ジュニアーズの下部組織で育ち、2002年CAインデペンディエンテに移籍するとダニエル・モンテネグロらとともに8年ぶりの優勝に貢献した。その後マラガCFにレンタルで移籍するも活躍できずに再びCAインデペンディエンテに戻った。2005年にアルフィオ・バシーレ率いるボカ・ジュニアーズに移籍すると数多くのタイトルに貢献。ヨーロッパに再挑戦するもボルシア・メンヒェングラートバッハではまたしても思うほどの活躍ができずに、2007年にメキシコのクラブ・アメリカに移籍した。2008年初頭に膝十字靭帯断裂の大怪我を負い、復帰までに半年を費やした。クラブ・アメリカでは思うような結果を出せず、2009年1月からクルブ・ネカクサにレンタル移籍した。2009年7月、再びボカ・ジュニアーズに移籍した。
2016年1月に古巣であるアルヘンティノスへ復帰し半年間プレー。同年6月、現役を引退することを表明した。

## タイトル
インデペンディエンテ
- プリメーラ・ディビシオン : 2002アペルトゥーラ

ボカ・ジュニアーズ
- プリメーラ・ディビシオン : 2005アペルトゥーラ, 2006クラウスーラ
- コパ・スダメリカーナ : 2005
- レコパ・スダメリカーナ : 2005

クラブ・アメリカ
- インテルリーガ : 2008

ベレス
- プリメーラ・ディビシオン : 2012イニシアル, 2013フィナール